# Joker (kort)
 For alternative betydninger, se Joker. (Se også artikler, som begynder med Joker)
En joker er et kort i kortspil, der ikke tilhører en kulør, men kan bruges i stedet for et andet kort. I nogle spil kan en joker ikke stikkes ved udspil.

## Baggrund
I midten af 1800-tallet var det fransk-tyske kortspil «euchre» [ju:'ker] meget populært i USA. På den tid var et sæt spillekort altid udstyret med et blankt reservekort, hvilket var praktisk i det tilfælde et kort blev væk eller ødelagt. I varianten «Railroad Euchre» blev dette benyttet som højeste trumf. I løbet af 1850'erne blev der lavet specielle sæt af spillekort til brug for «Railroad Euchre» og ekstrakortet blev da dekoreret med en fornem herremand eller gentleman. Pokerspillere begyndte også med tiden at bruge disse sæt af spillekort, men udtalen af «the euchre card» blev af disse misforstået som «the joker card» - og den fornemme herremand blev derfor opfattet som «a joker» ('spilopmager, nar'). Kortfabrikanterne tog dette til sig - og i løbet af 1890'erne blev herremanden udstyret med middelalderlig narrehue og narredragt.[kilde mangler]